# Bagi László
Bagi László Jr. (Nyíregyháza, 1962. március 5. –) magyar grafikus, elsősorban az op-art és a geometrikus absztrakció 21. századi megjelenítésével foglalkozik.

## Élete
Victor Vasarely-vel levelezett gyermekkorában, ő indította el a pályán Bagi Lászlót, akit mindig is az op-art érdekelt. Gondolkodására, látásmódjára Vasarely hatott, térképész szakmája pedig segítette alkotói munkáját. Már Vasarely is tudta, hogy a számítástechnika új távlatokat nyit az op-artnak, s általában a művészeteknek, s az ő „színes város” koncepciójának, de azt érezte, hogy ez már a következő generációra marad. Bagi László Jr. a geometria élményszerű oktatására, a geometrikus művészet terjesztésére törekszik.

## Művészete
Grafikái három dimenzióba emelik a síkidomokat. Körökből gömbök, négyzetből, téglalapból hengerek, téglatestek és kockák lesznek – térben ábrázolva. Ezek egymáshoz viszonyulása – tükröződések, átlátszódások – a kiemelt témái.
Véleménye szerint a komputergrafika megújította az op-art-ot, forradalmasította a megjelenítést.
A különleges szín- és fényhatások a térlátás szemléltetésében, oktatásában is nagy segítséget jelentenek.
Bagi László Jr. termékeny, fantázia-dús alkotói egyéniség. Motívumait a környezetünkből: a természetből, ember alkotta tárgyakból és a modern technika világából meríti. Alkalmazott eszközei a tiszta geometria, a szín, a fény és a kollázs, s természetesen mindezt computertechnikával. Az interneten és kiállításokon is bemutatja műveit. Egyik utóbbi csoportos kiállítása Szentendrén volt 2014 júliusában, a Szentendrei Régi Művésztelepen, a MANK Galériában, a kiállítás címe: MEGA-PIXEL 2014 - 3. Digitális Alkotások Országos Tárlata  illetve Salgótarjáni Tavaszi Tárlat, 110 éve született Vasarely vándorkiállítás  stb.
Az iparművészet területén opart - geometrikus absztrakt stílusban foglalkozik bútortervezéssel, egy ideig maga is kivitelezte a bútorokat, tervezett bútorai ergonómiailag pontosan megtervezett, a funkciójuknak megfelelő bútorok. Igény esetén nem egy alkotása a textiltervezés, a belsőépítészet, a fémműves design, az üvegművészet, a kerámiafestés, stb. terén is alkalmazhatók lennének.

## Ars poétikája
A művészetről való gondolataimat meghatározza Victor Vasarely 1963-ban írt gondolata:

»A műalkotást ezentúl nem a gyönyörködtetés egyedüli komplex forrásaként kell értelmeznünk, mely néhány ritka fogékonysággal megáldott kiváltságos számára készült, hanem olyan folytonosan megújítható, mindenhol föllelhető plasztikai impulzusokként, amelyre az emberek lelki egyensúlyához nap mint nap szükség van…«
Igyekszem olyan képeket létrehozni, sok ember számára elérhetővé tenni, melyek mégis magukon hordozzák az egyediség jegyeit…
Szívesen helyezik el lakásokba – nem mint egy páratlan, egyedi méregdrága és sokszor semmiféle esztétikai üzenetet nem hordozó alkotást, hanem egy megúnhatatlan, újra és újra felfedezhető alkotást… Amikor ilyen visszajelzéseket kapok, akkor tudom hogy nem öncélú és csak művészetkritikusok által értelmezhetőek a képek…

## Galéria

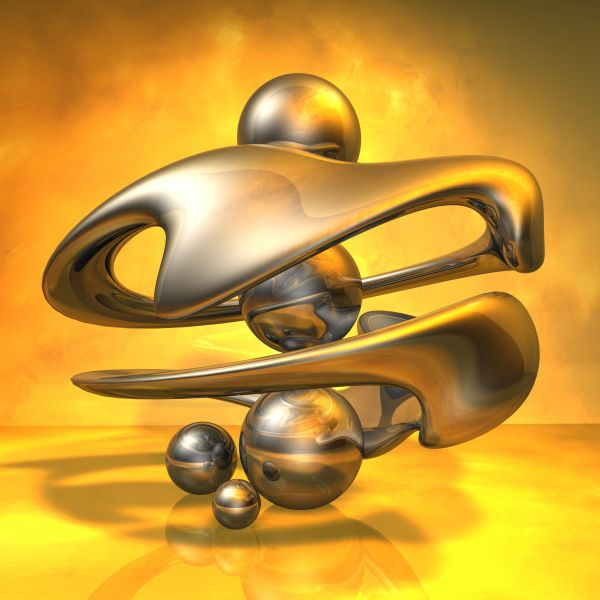
Galaxis (részlet)
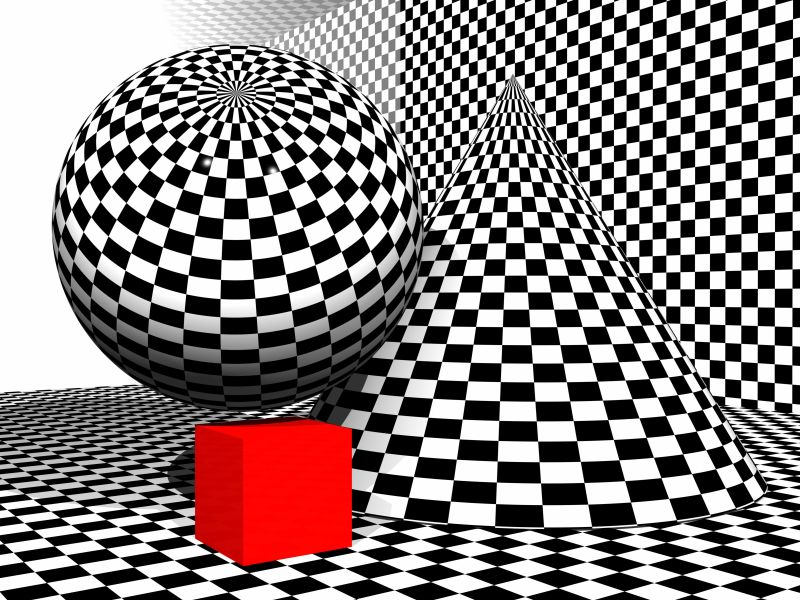
Neo Op-art
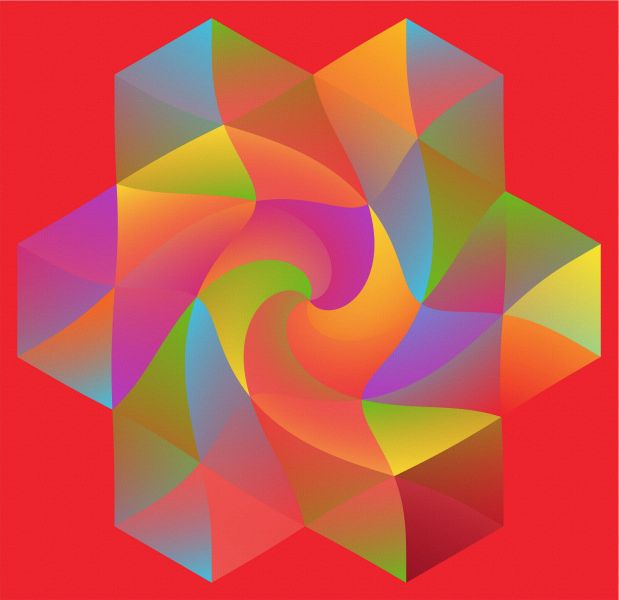
Op-art színesben
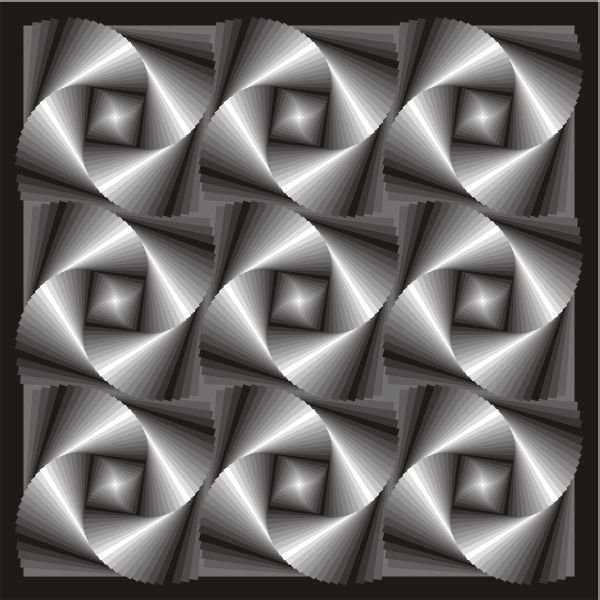
Modern technika
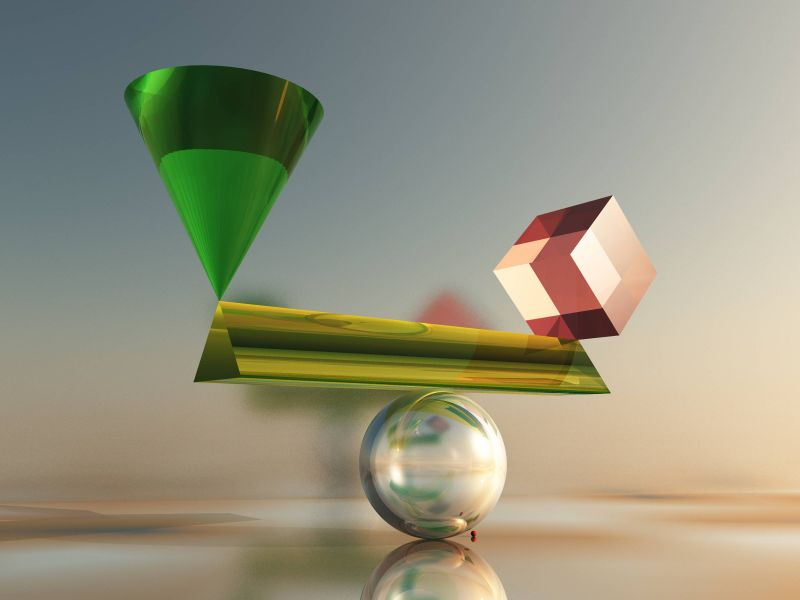
A Föld mérlege

## Munkái gyűjteményekben
- Bagi László Jr. munkái elsősorban magángyűjteményekben találhatók.